# 鹽谷車站
鹽谷車站（日语：／ Shioya eki */?）是由北海道旅客鐵道（JR北海道）所經營的鐵路車站，位於日本北海道小樽市。本站是JR北海道函館本線的無人小站，位於JR北海道本社（札幌總部）的直轄範圍。
站名取自於當地的地名鹽谷，其源自愛奴語中的「su-ya」，意指「鍋狀的海岸」。另有說法認為當地的地名源自「so-ya」一語，意指「岩石海岸」。

## 車站構造

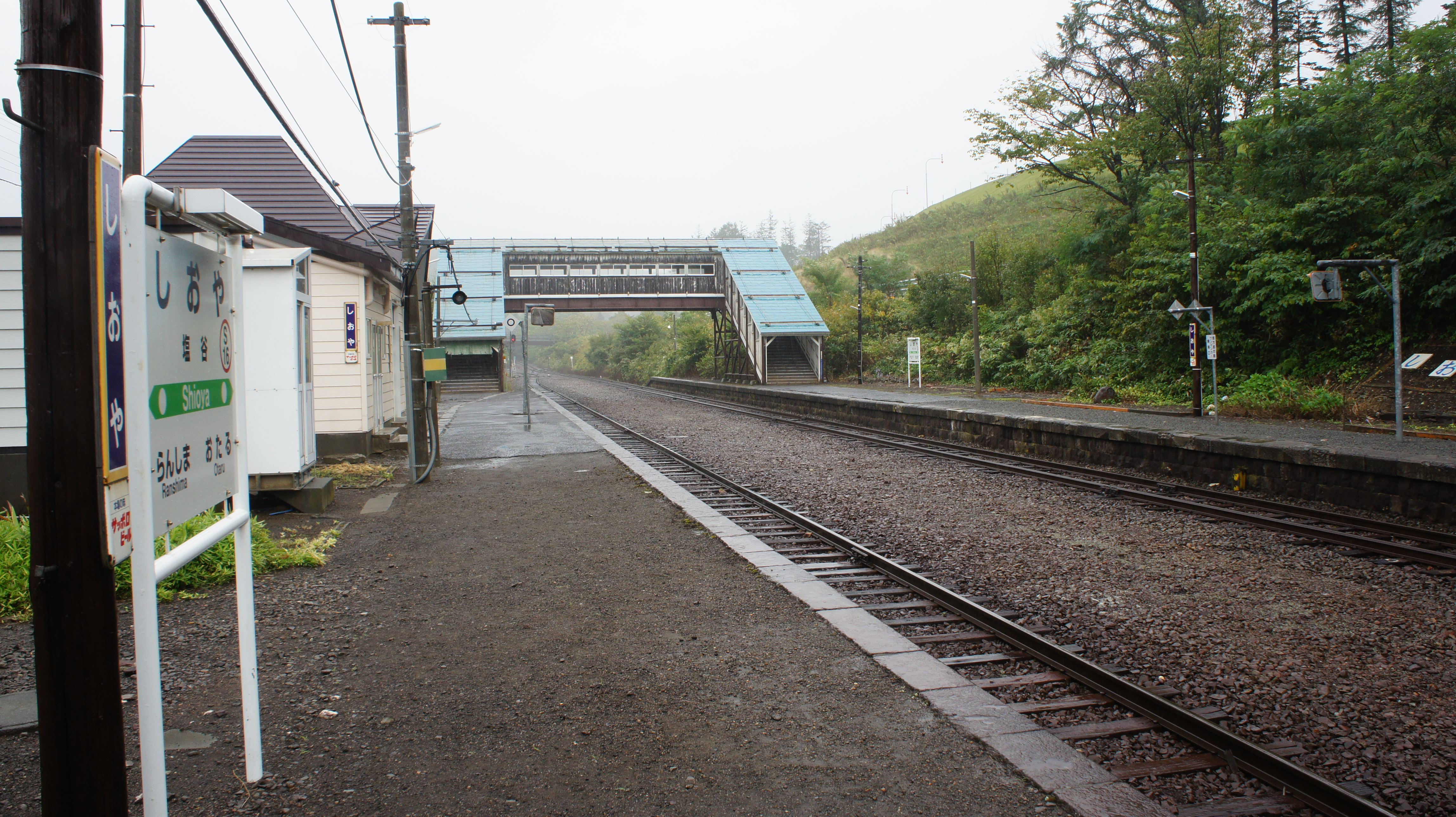
月台（2018年9月）

本站為對向式月台2面2線的地面車站與無人站，月台之間透過跨線橋連接。

### 月台配置
| 月台 | 路線      | 方向 | 目的地                   |
| ---- | --------- | ---- | ------------------------ |
| 1    | ■函館本線 | 上行 | 余市、俱知安、長萬部方向 |
| 2    | ■函館本線 | 下行 | 小樽、札幌方向           |

## 相鄰車站
北海道旅客鐵道（JR北海道）
■函館本線
快速「Niseko Liner」、普通
蘭島（S17）－鹽谷（S16）－小樽（S15）